# Ligidium koreanum
Ligidium koreanum là một loài chân đều trong họ Ligiidae. Loài này được Flasarova miêu tả khoa học năm 1972.